# Озерки (Всеволожский район)
Озерки (фин. Kankurinmäki, Sistakanmäki) — деревня Колтушского городского поселения Всеволожского района Ленинградской области.

## История
Деревня Ozerko упоминается в наиболее старых из сохранившихся церковных регистрационных книгах Колтушского лютеранского прихода, начиная с 1745 года.
В 1792 году деревня Озерки появляется на «карте окрестностей Петербурга» А. М. Вильбрехта. В том же году на карте Н. Соколова, эта же деревня называется Третьи Озерки, а рядом с ней находится деревня Кахурева (Cahourewa).
Соседние деревни 3-и Озерки и 4-е Озерки упоминаются на карте окружности Санкт-Петербурга 1810 года.
В 1834 году — на карте Ф. Ф. Шуберта, рядом с деревней 3-и Озерки, также обозначена деревня 4-е Озерки. Раздельно они учитывались до первой половины XX века. Затем они были объединены в одну деревню Озерки.
По данным 1835 года деревни 3-и Озерки и 4-е Озерки принадлежали генерал-майорше Екатерине Михайловне Варенцовой.

ТРЕТИЯ ОЗЕРКИ — деревня принадлежит адмиральше Фон-Моллер, жителей по ревизии 43 м. п., 53 ж. п.

ЧЕТВЁРТЫЯ ОЗЕРКИ — деревня принадлежит адмиральше Фон-Моллер, жителей по ревизии 17 м. п., 22 ж. п. (1838 год)

В пояснительном тексте к этнографической карте Санкт-Петербургской губернии П. И. Кёппена 1849 года эти деревни названы: Kankurinmäki (Oserkko, Большие Озерки) и Sistakanmäki (Малые Озерки), а также указано количество их жителей на 1848 год:
- Большие Озерки: савакотов — 28 м. п., 31 ж. п., финляндских карелов — 1 м. п., 7 ж. п., всего 67 человек
- Малые Озерки: савакотов — 10 м. п., 10 ж. п., финляндских карелов — 1 м. п., 1 ж. п., всего 22 человека[11].

3-Я ОЗЕРКИ — деревня г. Карбоньера, по просёлкам, 12 дворов, 38 душ м. п.

4-Я ОЗЕРКИ — деревня г. Карбоньера, по просёлкам, 5 дворов, 8 душ м. п. (1856 год)

Число жителей деревни по X-ой ревизии 1857 года:
- 3-и Озерки: 44 м. п., 48 ж. п.
- 4-е Озерки: 10 м. п., 11 ж. п.[13].

ТРЕТЬЯ ОЗЕРКИ — деревня Весселей. Число душ крепостных людей мужского пола: крестьян — 44, дворовых — нет. Число дворов или отдельных усадеб: 17. Число тягол: оброчных — нет, издельных — 47 (в Озерках и Вирках). Земли состоящей в пользовании крестьян (в десятинах): усадебной: всего — 11,25, на душу — 0,25; пахотной: всего — 60,50, на душу — 1,37; сенокосы: 27,50; выгоны: нет; кустарник: нет; всего удобной на душу: 2,25. Лес на дрова и поделки крестьянам отпускается из господской дачи. 

ЧЕТВЁРТЫЯ ОЗЕРКИ — деревня Весселей. Число душ крепостных людей мужского пола: крестьян — 10, дворовых — нет. Число дворов или отдельных усадеб: 4. Число тягол: оброчных — нет, издельных — 47 (в Озерках и Вирках). Земли состоящей в пользовании крестьян (в десятинах): усадебной: всего — 2, на душу — 0,20; пахотной: всего — 14, на душу — 1,40; сенокосы: 7,50; выгоны: нет; кустарник: нет; всего удобной на душу: 2,35. Лес на дрова и поделки крестьянам отпускается из господской дачи. (1860 год)

ОЗЕРКИ 3-Е — деревня владельческая, при колодцах, 18 дворов, жителей 44 м. п., 48 ж. п. (1862 год)

Согласно материалам по статистике народного хозяйства Шлиссельбургского уезда 100 десятин земли в деревне 3-и Озерки принадлежали купеческому сыну Е. М. Дьякову, земля была приобретена ранее 1868 года.
В 1878—1881 годах временнообязанные крестьяне деревень 3-и и 4-е Озерки выкупили свои земельные наделы у А. И. Василисиной и стали собственниками земли.
Согласно подворной переписи 1882 года в деревне 3-и Озерки проживала 21 семья, число жителей: 62 м. п., 60 ж. п.; лютеране: 45 м. п., 46 ж. п.; разряд крестьян — собственники. В деревне 4-е Озерки — 5 семей, число жителей: 13 м. п., 12 ж. п.; лютеране: 7 м. п., 7 ж. п.; разряд крестьян — собственники, а также пришлого населения 3 семьи, в них: 8 м. п., 6 ж. п..

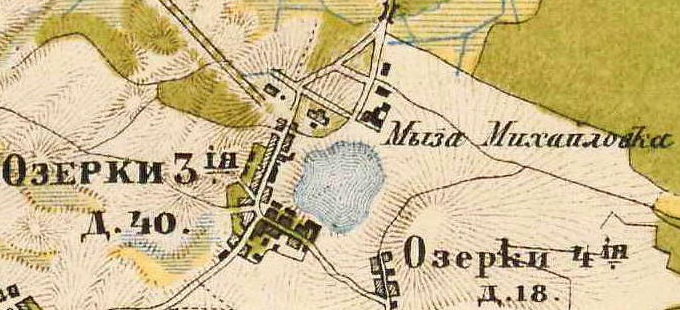
План деревень 3-и и 4-е Озерки. 1885 год

В 1885 году деревня 3-и Озерки насчитывала 40 дворов, деревня 4-е Озерки — 18 дворов, между ними находилась мыза Михайловка. По данным Материалов по статистике народного хозяйства в Шлиссельбургском уезде 1885 года, 14 крестьянских дворов в деревне 3-и Озерки (или 66 % всех дворов) и 4 крестьянских двора в деревне 4-е Озерки (или 80 % всех дворов), занимались молочным животноводством. Кроме того, 7 крестьянских дворов в деревне 3-и Озерки, имели сады, где выращивали на продажу клубнику, яблоки, малину, крыжовник и смородину

ТРЕТЬИ ОЗЕРКИ — деревня на земле Виркинского сельского общества, при проселочной дороге 20 дворов, 59 м. п., 13 ж. п., всего 72 чел. смежна с деревней 4-е Озерки.

ЧЕТВЕРТЫЕ ОЗЕРКИ — деревня на земле Виркинского сельского общества, при проселочной дороге 6 дворов, 14 м. п., 16 ж. п., всего 30 чел. смежна с деревней Третьи Озерки. (1896 год)

В конце XIX — начале XX века деревня административно относилась к Колтушской волости 2-го стана Шлиссельбургского уезда Санкт-Петербургской губернии. Население деревни было однородным — финским.
В 1905 году, владельцами 3-х и 4-х Озерков были купцы: Безсмертный, Монозон и Любищевы Александр и Фёдор Алексеевичи.
В 1909 году в деревне 3-и Озерки было 40 дворов, а в 4-х Озерках — 6.
На финской карте Карельского перешейка 1924 года деревня обозначена как фин. Kankurinmäki.

ОЗЕРКИ — деревня Озерковского сельсовета Ленинской волости, 67 хозяйств, 271 душа.

Из них: русских — 32 хозяйства, 119 душ; финнов-ингерманландцев — 35 хозяйств, 152 души. (1926 год)

В 1926 году деревня Озерки была центром Озерковского сельсовета (не позднее 1933 года присоединённого к Новопустошскому), в который кроме неё самой входили деревни Хапаоя и Чёрная Голова.
По административным данным 1933 года деревня называлась IV Озерки и относилась к Новопустошскому финскому национальному сельсовету (о деревне 3-и Озерки сведений не дано).

ОЗЕРКИ — деревня Ново-Пустошского сельсовета, 301 чел. (1939 год)

План деревень 3-и и 4-е Озерки. 1939 год

Согласно карте 1939 года ещё существовали две отдельных деревни: Озерки 3 из 34 дворов и Озерки 4 — 23 двора, на карте же 1940 года, обозначена одна общая деревня Озерки, насчитывающая 57 дворов.
До 1942 года — место компактного проживания ингерманландских финнов.
Во время войны в Озерках размещался штаб 67 армии.
Кроме того, в годы войны в деревне располагались:
- эвакуационный госпиталь № 257
- полевые подвижные госпитали № 633, 819
- хирургический полевой подвижный госпиталь № 2236
- терапевтический полевой подвижный госпиталь № 2228[32]

30 ноября 1945 года в деревне Озерки 1,25 га земли были отведены под дачу советскому конструктору артиллерийского вооружения, Герою Социалистического Труда, доктору технических наук, генерал-лейтенанту Илье Ивановичу Иванову (1899—1967).
В 1958 году население деревни составляло 207 человек.
По данным 1966 года деревня Озерки входила в состав Колтушского сельсовета.
По данным 1973 года деревня Озерки входила в состав Новопустошского сельсовета.
Решением облисполкома № 189 от 16 мая 1988 года, расположенная в деревне Озерки братская могила советских воинов, погибших в борьбе с фашистами, признана памятником истории.
По данным 1990 года деревня Озерки входила в состав Разметелевского сельсовета.
В 1997 году в деревне проживали 169 человек, в 2002 году — 221 человек (русские — 86%), в 2007 году — 187.
С 2013 года в составе Колтушского сельского поселения.

## География
Деревня находится в южной части района на автодороге 41К-076 (Мяглово — автодорога «Кола»).
В деревне находятся два озера — большое и малое. Большое — исток реки Дектярки, значительная часть которой протекает по Круглому болоту.
К югу от Озерков находится урочище Кулики (название урочища происходит от одноимённой мызы, которая там находилась в 60-е годы XIX века).
Расстояние до ближайшей железнодорожной станции Мяглово — 6 км.
Деревня находится на Колтушской возвышенности, близ неё находится Озерковское кладбище, 6 июня 2009 года на нём открыли часовню. Кроме Озерков во Всеволожском районе есть ещё деревня Озерки-1.

## Демография
| 2007 | 2010 | 2017 |
| ---- | ---- | ---- |
| 187  | ↗199 | ↘188 |

Национальный состав
Согласно данным Всероссийской переписи населения 2021 года в деревне проживал 201 человек, из них:
 русские — 192, финны — 3, марийцы — 2,  евреи — 1, узбеки — 1, украинцы — 1 человек, остальные национальность не указали.

## Административное подчинение
- с 1 марта 1917 года — в Озерковском сельсовете Колтушской волости Шлиссельбургского уезда.
- с 1 февраля 1923 года — в Озерковском сельсовете Ленинской волости Ленинградского уезда.
- с 1 августа 1927 года — в Озерковском сельсовете Ленинского района Ленинградского округа.
- с 1 ноября 1928 года — в Манушкинском сельсовете Ленинского района Ленинградского округа.
- с 1 июля 1930 года — в Манушкинском сельсовете Ленинградского Пригородного района.
- с 1 августа 1931 года — в Ново-Пустошкинском сельсовете Ленинградского Пригородного района.
- с 1 августа 1936 года — в Ново-Пустошкинском сельсовете Всеволожского района
- с 1 июня 1954 года — в Колтушском сельсовете[34].

## Транспорт
С Санкт-Петербургом деревню связывает автобусный маршрут № 429, до станции метро  «Ладожская», протяжённостью 25 км.

## Улицы
Весенняя, Дачная, Дружбы, Кольцевая, Полевая.